# Neghelle Airport
Neghelle Airport är en flygplats i Etiopien. Den ligger i den södra delen av landet, 400 km söder om huvudstaden Addis Abeba. Neghelle Airport ligger 1 455 meter över havet.
Terrängen runt Neghelle Airport är huvudsakligen en högslätt. Neghelle Airport ligger nere i en dal. Runt Neghelle Airport är det mycket glesbefolkat, med 6 invånare per kvadratkilometer. Trakten runt Neghelle Airport består i huvudsak av gräsmarker.